# Eminem-diszkográfia
Eminem pályafutása során tizenegy stúdióalbumot, három válogatásalbumot, kettő középlemezt, ötvenhat kislemezt, öt videóalbumot és egy filmzenei albumot adott ki. Több kiadó által adta ki zenéit, mint például a Web Entertainment, Interscope Records, Aftermath Entertainment, Goliath Management és a Shady Records. Eminem minden idők legkeresettebb hiphopelőadója és a 2000-es évek legkeresettebb előadója, több mint 32.2 millió eladással a USA-ban ebben az évtizedben. Eminem több mint 42 millió albumot adott el az Egyesült Államokban, mint egyedüli előadó. Világszerte több mint 100 millió albumot adott el. 42 platina minősítést értek el albumai az Amerikai Hanglemezgyártók Szövetségétől (RIAA).

## Albumok

### Stúdióalbumok
| Cím                                                                                                  | Album adatai | Legmagasabb helyezések | Legmagasabb helyezések | Legmagasabb helyezések | Legmagasabb helyezések | Legmagasabb helyezések | Legmagasabb helyezések | Legmagasabb helyezések | Legmagasabb helyezések | Legmagasabb helyezések | Legmagasabb helyezések | Eladások                                                                             | Minősítések |
| Cím                                                                                                  | Album adatai | US                     | AUS                    | BEL (FL)               | CAN                    | FRA                    | GER                    | JPN                    | NZ                     | SWI                    | UK                     | Eladások                                                                             | Minősítések |
| --- | --- | ---------------------- | ---------------------- | ---------------------- | ---------------------- | ---------------------- | ---------------------- | ---------------------- | ---------------------- | ---------------------- | ---------------------- | ------------------------------------------------------------------------------------ | --- |
| Infinite                                                                                             | - Megjelent: 1996. November 12. - Kiadó: Web - Formátumok: LP, zenei kazetta, CD                                                                            | —                      | —                      | —                      | —                      | —                      | —                      | —                      | —                      | —                      | —                      | - 1.000                                                                              | |
| The Slim Shady LP                                                                                    | - Megjelent: 1999. február 23. - Kiadó: Aftermath, Interscope, Web Entertainment - Formátum: CD, LP, kazetta, digitális letöltés                            | 2                      | 49                     | 7                      | 9                      | 52                     | 51                     | 39                     | 23                     | 25                     | 12                     | - Világszerte: 10.000.000 - US: 5.000.000                                            | - RIAA: 4× Platina - ARIA: Platina - BPI: 3× Platina - IFPI: Platina - IFPI SWI: Arany - MC: 2× Platina - RMNZ: Arany                                                                    |
| The Marshall Mathers LP                                                                              | - Megjelent: 2000. május 23. - Kiadó: Aftermath, Interscope - Formátum: CD, LP, kazetta, digitális letöltés                                                 | 1                      | 1                      | 1                      | 1                      | 2                      | 3                      | 52                     | 1                      | 2                      | 1                      | - Világszerte: 27.000.000 - US: 10.629.000 - UK: 2.233.158 - FRA: 614.700            | - RIAA: Gyémánt - ARIA: 4× Platina - BPI: 7× Platina - BVMI: 2× Platina - IFPI: 6× Platina - IFPI SWI: 4× Platina - MC: 8× Platina - RMNZ: 5× Platina - SNEP: 2× Platina - Mahasz: Arany |
| The Eminem Show                                                                                      | - Megjelent: 2002. május 26. - Kiadó: Shady, Aftermath, Interscope - Formátum: CD, LP, kazetta, digitális letöltés                                          | 1                      | 1                      | 1                      | 1                      | 2                      | 1                      | 3                      | 1                      | 1                      | 1                      | - Világszerte: 22.000.000 - US: 10.102.976 - FRA: 900.400 - HUN: 40.000              | - RIAA: Gyémánt - ARIA: 8× Platina - BPI: 5× Platina - BVMI: 2× Platina - IFPI: 5× Platina - IFPI SWI: 3× Platina - MC: Gyémánt - RMNZ: 8× Platina - SNEP: 2× Platina - Mahasz: Platina  |
| Encore                                                                                               | - Megjelent: 2004. november 16. - Kiadó: Shady, Aftermath, Interscope - Formátum: CD, LP, kazetta, digitális letöltés                                       | 1                      | 1                      | 2                      | 1                      | 1                      | 1                      | 3                      | 1                      | 1                      | 1                      | - Világszerte: 11.000.000 - US: 5.288.000 - FRA: 300.100                             | - RIAA: 4× Platina - ARIA: 6× Platina - BPI: 4× Platina - BVMI: Platina - IFPI: 2× Platina - IFPI SWI: Platina - RMNZ: 5× Platina - SNEP: 2× Arany                                       |
| Relapse                                                                                              | - Megjelent: 2009. május 15. - Kiadó: Shady, Aftermath, Interscope - Formátum: CD, LP, digitális letöltés                                                   | 1                      | 1                      | 1                      | 1                      | 1                      | 2                      | 1                      | 1                      | 2                      | 1                      | - Világszerte: 5.000.000 - US: 2.110.000 - FRA: 69.450                               | - RIAA: 2× Platina - ARIA: Platina - BPI: Platina - BVMI: Arany - IFPI SWI: Platina - RIAJ: Arany - RMNZ: Platina - SNEP: Arany                                                          |
| Recovery                                                                                             | - Megjelent: 2010. június 18. - Kiadó: Shady, Aftermath, Interscope, Web Entertainment - Formátum: CD, LP, digitális letöltés                               | 1                      | 1                      | 1                      | 1                      | 1                      | 2                      | 6                      | 1                      | 1                      | 1                      | - Világszerte: 10.000.000 - US: 4.540.000 - CAN: 435.000                             | - RIAA: 3× Platina - ARIA: 3× Platina - BPI: 2× Platina - BVMI: Platina - IFPI: Platina - IFPI SWI: Platina - MC: Platina - RIAJ: Arany - RMNZ: Platinaa - SNEP: Platina                 |
| The Marshall Mathers LP 2                                                                            | - Megjelenés: 2013. november 5. - Kiadók: Shady, Aftermath, Interscope - Formátum: CD, LP, digitális letöltés                                               | 1                      | 1                      | 1                      | 1                      | 2                      | 1                      | 10                     | 1                      | 1                      | 1                      | - Világszerte: 3.800.000 - US: 2.115.315 - UK: 477.000 - CAN: 266.000 - FRA: 150.000 | - US: 2× Platina - ARIA: 2× Platina - BPI: Platina - BVMI: Platina - IFPI SWI: Platina - MC: 3× Platina - RMNZ: Platina - SNEP: Platina                                                  |
| Revival                                                                                              | - Megjelenés: 2017. december 15. - Kiadók: Shady, Aftermath, Interscope, Polydor - Formátum: CD, LP, digitális letöltés                                     | 1                      | 1                      | 6                      | 1                      | 13                     | 1                      | —                      | 3                      | 1                      | 1                      | - Világszerte: 3.004.000 - US: 435.000 - UK: 300.000 - CAN: 80.000 - FRA: 50.000     | - RIAA: Arany - ARIA: Platina - BPI: Platina - BVMI: Arany - MC: Platina - RMNZ: Arany - SNEP: Platina                                                                                   |
| Kamikaze                                                                                             | - Megjelenés: 2018. augusztus 31. - Kiadók: Shady, Aftermath, Interscope - Formátum: CD, LP, digitális letöltés                                             | 1                      | 1                      | 1                      | 1                      | 6                      | 2                      | 32                     | 1                      | 1                      | 1                      | - Világszerte: 2.880.000 - US: 493.000 - UK: 319.730                                 | - RIAA: Platina - ARIA: Platina - BPI: Platina - RMNZ: Platina - SNEP: Arany |
| Music to Be Murdered By                                                                              | - Megjelent: 2020. január 17. - Deluxe megjelenés: 2020. december 18. - Kiadó: Shady, Aftermath, Interscope - Formátum: CD, LP, kazetta, digitális letöltés | 1                      | 1                      | 1                      | 1                      | 4                      | 2                      | 42                     | 1                      | 1                      | 1                      | - Világszerte: 2.170.000 - US: 1.100.000 - UK: 110.000 - FRA: 6.191                  | - RIAA: Arany - BPI: Arany - MC: Platina - RMNZ: Platina |
| A "—" azt jelzi, hogy az adott országban vagy nem jelent meg, vagy nem ért el helyezéseket az album. | |                        |                        |                        |                        |                        |                        |                        |                        |                        |                        |                                                                                      | |

### Középlemezek
| Cím               | Album adatai                                                                                          |
| ----------------- | --- |
| The Slim Shady EP | - Megjelent: 1997. december 6. - Kiadó: Web - Formátum: CD, kazetta, LP                               |
| Relapse: Refill   | - Megjelent: 2009. december 21. - Kiadó: Aftermath, Interscope - Formátum: CD, LP, digitális letöltés |

### Válogatásalbumok
| Cím                                                                                                  | Adatok | Legmagasabb elért helyezések | Legmagasabb elért helyezések | Legmagasabb elért helyezések | Legmagasabb elért helyezések | Legmagasabb elért helyezések | Legmagasabb elért helyezések | Legmagasabb elért helyezések | Legmagasabb elért helyezések | Legmagasabb elért helyezések | Legmagasabb elért helyezések | Eladások                                                | Minősítések |
| Cím                                                                                                  | Adatok | US                           | AUS                          | BEL (FL)                     | CAN                          | FRA                          | GER                          | JPN                          | NZ                           | SWI                          | UK                           | Eladások                                                | Minősítések |
| --- | --- | ---------------------------- | ---------------------------- | ---------------------------- | ---------------------------- | ---------------------------- | ---------------------------- | ---------------------------- | ---------------------------- | ---------------------------- | ---------------------------- | ------------------------------------------------------- | --- |
| Music from and Inspired by the Motion Picture 8 Mile                                                 | - Különböző előadók által előadott filmzene - Megjelent: 2002. október 29. - Kiadó: Interscope, Shady, UMG soundtracks (493508) - Formátum: CD, kazetta, digitális letöltés, LP | 1                            | 1                            | 6                            | 1                            | —                            | 1                            | —                            | 1                            | 3                            | 1                            | - Világszerte: 9.000.000 - US: 4.880.117                | - RIAA: 4× Platina - ARIA: 4× Platina - BPI: Ezüst - IFPI EUR: 2× Platina - IFPI SWI: Platina - MC: 5× Platina - RMNZ: 4× Platina - SNEP: Arany     |
| Curtain Call: The Hits                                                                               | - Legnagyobb slágerek album - Megjelent: 2005. december 6. - Kiadó: Aftermath, Interscope, Shady (5881) - Formátum: CD, digitális letöltés, LP                                  | 1                            | 1                            | 10                           | 1                            | —                            | 7                            | 3                            | 1                            | 5                            | 1                            | - Világszerte: 7.000.000 - US: 3.702.000 - FRA: 169.100 | - RIAA: 3× Platina - ARIA: 4× Platina - BPI: 5× Platina - IFPI: 2× Platina - IFPI SWI: Arany - RIAJ: 2× Platina - RMNZ: 4× Platina - SNEP: 2× Arany |
| Eminem Presents: The Re-Up                                                                           | - Különböző előadók által előadott filmzene - Megjelent: 2006. december 4. - Kiadó: Interscope, Shady Records - Formátum: CD, digitális letöltés, LP                            | 2                            | 17                           | 44                           | 2                            | 41                           | 15                           | —                            | 1                            | 9                            | 3                            | - US: 1.051.000                                         | - RIAA: Platina - ARIA: Arany - IFPI SWI: Arany - RMNZ: 2× Platina                                                                                  |
| A "—" azt jelzi, hogy az adott országban vagy nem jelent meg, vagy nem ért el helyezéseket az album. | |                              |                              |                              |                              |                              |                              |                              |                              |                              |                              |                                                         | |

### DVD-k
| Cím                                                                                               | Adatok | Peak chart positions | Peak chart positions | Peak chart positions | Minősítések                                                     |
| Cím                                                                                               | Adatok | US Video             | AUS DVD              | JPN DVD              | Minősítések                                                     |
| ------------------------------------------------------------------------------------------------- | --- | -------------------- | -------------------- | -------------------- | --------------------------------------------------------------- |
| The Up in Smoke Tour                                                                              | - Megjelent: 2000. december 5. - Kiadó: RED Distribution, Eagle Rock Entertainment (30001) - Formátum: DVD, UMD, VHS                        | 1                    | 1                    | —                    | - RIAA: 6× Platina - ARIA: 7× Platina - SNEP: 2× Platina        |
| E                                                                                                 | - Megjelent: 2000. december 12. - Kiadó: Aftermat], Interscope Records, PolyGram Video (60819) - Formátum: DVD, VHS                         | 5                    | —                    | 63                   | - RIAA: Platina - ARIA: Platina - BPI: 2× Platina - MC: Platina |
| All Access Europe                                                                                 | - Megjelent: 2002. június 18. - Kiadó: Interscope Records (493313) - Formátum: DVD, VHS                                                     | 1                    | 1                    | 93                   | - RIAA: Platina - ARIA: 2× Platina - BPI: Platina               |
| Eminem Presents: The Anger Management Tour                                                        | - Megjelent: 2005. június 28. - Kiadó: Interscope Records (9883138) - Formátum: DVD                                                         | 2                    | 5                    | 20                   | - ARIA: Arany - BPI: Arany - SNEP: Platina                      |
| Live from New York City 2005                                                                      | - Megjelent: 2005. december 3. - Kiadó: Showtime(TV), Eagle Rock (DVD – 302339) - Formátum: TV broadcast (2005), DVD (2007), Blu-ray (2009) | 13                   | —                    | 240                  |                                                                 |
| A "—" azt jelzi, hogy az adott országban vagy nem jelent meg, vagy nem ért el helyezést az album. | |                      |                      |                      |                                                                 |

## Kislemezek
| Cím | Év   | Slágerlisták | Slágerlisták | Slágerlisták | Slágerlisták | Slágerlisták | Slágerlisták | Slágerlisták | Slágerlisták | Slágerlisták | Slágerlisták | Minősítések | Album                                                 |
| Cím | Év   | US           | AUS          | BEL          | CAN          | GER          | IRL          | NZ           | SWE          | SWI          | UK           | Minősítések | Album                                                 |
| --- | ---- | ------------ | ------------ | ------------ | ------------ | ------------ | ------------ | ------------ | ------------ | ------------ | ------------ | --- | ----------------------------------------------------- |
| "Just Don't Give a Fuck"                                                                                 | 1998 | —            | —            | —            | —            | —            | —            | —            | —            | —            | —            | | The Slim Shady LP                                     |
| "My Name Is"                                                                                             | 1999 | 36           | 13           | 33           | 38           | 37           | 4            | 4            | 16           | 29           | 2            | - RIAA: 2× Platina - BPI: Platina | The Slim Shady LP                                     |
| "Role Model"                                                                                             | 1999 | —            | —            | —            | —            | —            | —            | —            | —            | —            | —            | | The Slim Shady LP                                     |
| "Guilty Conscience" (Dr. Dre közreműködésével)                                                           | 1999 | —            | —            | 67           | —            | 40           | 12           | —            | 25           | —            | 5            | - RIAA: Arany - BPI: Arany | The Slim Shady LP                                     |
| "The Real Slim Shady"                                                                                    | 2000 | 4            | 11           | 2            | 6            | 7            | 1            | 15           | 3            | 2            | 1            | - RIAA: 4× Platina - BPI: 2× Platina - BVMI: Arany - IFPI SWE: Platina - IFPI SWI: Arany - MC: 2× Platina                                                            | The Marshall Mathers LP                               |
| "The Way I Am"                                                                                           | 2000 | 58           | 34           | 9            | —            | 19           | 4            | —            | 6            | 19           | 8            | - RIAA: Platina - BPI: Arany - IFPI SWE: Arany | The Marshall Mathers LP                               |
| "Stan" (Dido közreműködésével)                                                                           | 2000 | 51           | 1            | 2            | —            | 1            | 1            | 14           | 3            | 1            | 1            | - RIAA: 2× Platina - ARIA: 2× Platina - BPI: 2× Platina - BVMI: Platina - IFPI SWI: Arany                                                                            | The Marshall Mathers LP                               |
| "I'm Back"                                                                                               | 2001 | —            | —            | 55           | —            | —            | —            | —            | —            | —            | —            | | The Marshall Mathers LP                               |
| "Hellbound" (J-Black és Masta Ace közreműködésével)                                                      | 2002 | —            | —            | 54           | —            | —            | —            | —            | —            | 85           | 183          | | Game Over                                             |
| "Without Me"                                                                                             | 2002 | 2            | 1            | 1            | 4            | 1            | 1            | 1            | 1            | 1            | 1            | - RIAA: 4× Platina - ARIA: 3× Platina - BPI: 2× Platina - BVMI: Platina - IFPI SWE: Platina - IFPI SWI: Platina - RMNZ: 4× Platina                                   | The Eminem Show                                       |
| "Cleanin' Out My Closet"                                                                                 | 2002 | 4            | 3            | 6            | —            | 4            | 3            | 5            | 3            | 5            | 4            | - RIAA: 2× Platina - ARIA: Platina - BEA: Arany - BPI: Arany - RMNZ: Arany - IFPI SWE: Arany                                                                         | The Eminem Show                                       |
| "Lose Yourself"                                                                                          | 2002 | 1            | 1            | 1            | 1            | 2            | 1            | 1            | 1            | 1            | 1            | - RIAA: Gyémánt - ARIA: 7× Platina - BEA: Platina - BPI: 3× Platina - BVMI: 3× Arany - IFPI SWE: Platina - IFPI SWI: Platina - MC: 6× Platina - RMNZ: 2× Platina     | 8 Mile: Music from and Inspired by the Motion Picture |
| "Superman" (Dina Rae közreműködésével)                                                                   | 2003 | 15           | —            | —            | —            | —            | —            | 42           | —            | —            | —            | - RIAA: Platina - BPI: Ezüst | The Eminem Show                                       |
| "Sing for the Moment"                                                                                    | 2003 | 14           | 5            | 6            | 2            | 5            | 3            | 5            | 11           | 8            | 6            | - RIAA: Platina - ARIA: Platina - BPI: Arany | The Eminem Show                                       |
| "Business"                                                                                               | 2003 | —            | 4            | 28           | —            | 15           | 7            | 14           | —            | —            | 6            | - ARIA: Arany - BPI: Ezüst | The Eminem Show                                       |
| "One Day at a Time (Em's Version)" (2Pac és az Outlawz)                                                  | 2004 | 80           | —            | —            | —            | —            | —            | —            | —            | —            | —            | | Tupac: Resurrection                                   |
| "Just Lose It"                                                                                           | 2004 | 6            | 1            | 6            | —            | 2            | 2            | 1            | 12           | 1            | 1            | - RIAA: 2× Platina - ARIA: Platina - BPI: Arany - RMNZ: Platina | Encore                                                |
| "Encore" (Dr. Dre és 50 Cent közreműködésével)                                                           | 2004 | 25           | —            | —            | —            | —            | —            | —            | —            | —            | 116          | | Encore                                                |
| "Like Toy Soldiers"                                                                                      | 2005 | 34           | 4            | 11           | —            | 8            | 3            | 2            | 14           | 3            | 1            | - RIAA: 3× Platina - ARIA: Arany - BPI: Platina | Encore                                                |
| "Mockingbird"                                                                                            | 2005 | 11           | 9            | 30           | —            | 15           | 7            | 8            | —            | 14           | 4            | - RIAA: 4× Platina - ARIA: Arany - BPI: Platina - BVMI: Arany | Encore                                                |
| "Ass Like That"                                                                                          | 2005 | 60           | 10           | 20           | —            | 31           | 4            | 9            | —            | 25           | 4            | - RIAA: Platina - ARIA: Arany - BPI: Ezüst | Encore                                                |
| "When I'm Gone"                                                                                          | 2005 | 8            | 1            | 8            | —            | 6            | 5            | 2            | 5            | 7            | 4            | - RIAA: 4× Platina - ARIA: Arany - BPI: Platina - BVMI: Arany - RMNZ: Arany                                                                                          | Curtain Call: The Hits                                |
| "Shake That" (Nate Dogg közreműködésével)                                                                | 2006 | 6            | —            | 52           | —            | —            | 64           | —            | 59           | —            | 90           | - RIAA: 3× Platina - BPI: Arany - IFPI SWE: Arany | Curtain Call: The Hits                                |
| "You Don't Know" (50 Cent, Lloyd Banks és Cashis közreműködésével)                                       | 2006 | 12           | —            | 57           | —            | —            | 5            | —            | —            | —            | 32           | - RIAA: Platina - BPI: Ezüst | Eminem Presents: The Re-Up                            |
| "Jimmy Crack Corn" (50 Cent közreműködésével)                                                            | 2007 | —            | —            | —            | —            | —            | —            | —            | —            | —            | —            | | Eminem Presents: The Re-Up                            |
| "Crack a Bottle" (Dr. Dre és 50 Cent közreműködésével)                                                   | 2009 | 1            | 18           | 39           | 1            | —            | 6            | 6            | 9            | 4            | 4            | - RIAA: 2× Platina - ARIA: Platina - BPI: Arany | Relapse                                               |
| "We Made You"                                                                                            | 2009 | 9            | 1            | 12           | 6            | 9            | 1            | 1            | 11           | 4            | 4            | - RIAA: Platina - ARIA: 2× Platina - BPI: Arany - RMNZ: Arany | Relapse                                               |
| "3 a.m."                                                                                                 | 2009 | 32           | 38           | —            | 24           | —            | —            | —            | —            | —            | 56           | - RIAA: Arany | Relapse                                               |
| "Old Time's Sake" (Dr. Dre közreműködésével)                                                             | 2009 | 25           | 76           | —            | 14           | —            | 49           | —            | —            | —            | 61           | | Relapse                                               |
| "Beautiful"                                                                                              | 2009 | 17           | 33           | 66           | 8            | 39           | 22           | 4            | 47           | 8            | 12           | - RIAA: 3× Platina - BPI: Arany - RMNZ: Arany | Relapse                                               |
| "Hell Breaks Loose" (Dr. Dre közreműködésével)                                                           | 2009 | 29           | —            | —            | 21           | —            | —            | —            | —            | —            | —            | | Relapse: Refill                                       |
| "Elevator"                                                                                               | 2009 | 67           | —            | —            | 59           | —            | —            | —            | —            | —            | —            | | Relapse: Refill                                       |
| "Not Afraid"                                                                                             | 2010 | 1            | 4            | 13           | 1            | 9            | 3            | 8            | 5            | 2            | 5            | - RIAA: Gyémánt - ARIA: 5× Platina - BPI: 2× Platina - BVMI: Platina - IFPI SWI: Platina - RMNZ: Platina                                                             | Recovery                                              |
| "Love the Way You Lie" (Rihanna közreműködésével)                                                        | 2010 | 1            | 1            | 1            | 1            | 1            | 1            | 1            | 1            | 1            | 2            | - RIAA: Gyémánt (12× Platina) - ARIA: Gyémánt - BEA: Arany - BPI: 3× Platina - BVMI: 2× Platina - IFPI SWI: 3× Platina - RMNZ: 2× Platina                            | Recovery                                              |
| "No Love" (Lil Wayne közreműködésével)                                                                   | 2010 | 23           | 21           | 54           | 24           | 17           | 33           | 22           | —            | 39           | 33           | - RIAA: 4× Platina - ARIA: Platina - BPI: Arany | Recovery                                              |
| "Space Bound"                                                                                            | 2011 | —            | 51           | 67           | —            | —            | 31           | —            | —            | —            | 34           | - RIAA: 2× Platina - BPI: Ezüst | Recovery                                              |
| "Berzerk"                                                                                                | 2013 | 3            | 5            | 42           | 2            | 10           | 16           | 12           | 56           | 9            | 2            | - RIAA: 3× Platina - ARIA: 2× Platina - BPI: Ezüst - BVMI: Arany - MC: 2× Platina                                                                                    | The Marshall Mathers LP 2                             |
| "Survival"                                                                                               | 2013 | 16           | 18           | 44           | 6            | 20           | 22           | 13           | 26           | 13           | 22           | - RIAA: Platina - BPI: Ezüst - BVMI: Arany | The Marshall Mathers LP 2                             |
| "Rap God"                                                                                                | 2013 | 7            | 15           | 115          | 5            | 33           | 16           | 4            | 46           | 31           | 5            | - RIAA: 4× Platina - ARIA: Platina - BPI: Platina - BVMI: Arany - MC: Platina                                                                                        | The Marshall Mathers LP 2                             |
| "The Monster" (Rihanna közreműködésével)                                                                 | 2013 | 1            | 1            | 2            | 1            | 3            | 1            | 1            | 1            | 1            | 1            | - RIAA: 6× Platina - ARIA: 5× Platina - BEA: Arany - BPI: 2× Platina - BVMI: 3× Arany - IFPI SWI: Platina - IFPI SWE: 3× Platina - MC: 2× Platina - RMNZ: 2× Platina | The Marshall Mathers LP 2                             |
| "Headlights" (Nate Ruess közreműködésével)                                                               | 2014 | 45           | 21           | 99           | 54           | —            | 60           | —            | —            | —            | 63           | - RIAA: Platina - ARIA: Platina - BPI: Ezüst | The Marshall Mathers LP 2                             |
| "Guts Over Fear" (Sia közreműködésével)                                                                  | 2014 | 22           | 22           | 65           | 9            | 35           | 48           | 22           | 40           | 30           | 10           | - RIAA: Arany - BPI: Ezüst | Shady XV                                              |
| "Detroit vs. Everybody" (Royce da 5'9", Big Sean, Danny Brown, DeJ Loaf és Trick-Trick közreműködésével) | 2014 | —            | 86           | —            | 87           | —            | —            | —            | —            | —            | —            | | Shady XV                                              |
| "Phenomenal"                                                                                             | 2015 | 47           | 81           | —            | 61           | —            | —            | —            | —            | —            | 57           | - RIAA: Arany | Southpaw                                              |
| "Kings Never Die" (Gwen Stefani közreműködésével)                                                        | 2015 | 80           | 62           | —            | 51           | —            | —            | —            | —            | —            | 82           | - RIAA: Arany | Southpaw                                              |
| "Walk on Water" (Beyoncé közreműködésével)                                                               | 2017 | 14           | 10           | 32           | 22           | 16           | 8            | 18           | 7            | 5            | 7            | - BPI: Ezüst - IFPI SWE: Arany - MC: Platina | Revival                                               |
| "River" (Ed Sheeran közreműködésével)                                                                    | 2017 | 11           | 2            | 3            | 3            | 2            | 2            | 3            | 1            | 2            | 1            | - ARIA: 3× Platina - BEA: Platina - BPI: 2× Platina - BVMI: Arany - IFPI SWE: 2× Platina - MC: Platina - RMNZ: Platina                                               | Revival                                               |
| "Nowhere Fast" (Kehlani közreműködésével)                                                                | 2018 | —            | 76           | —            | 81           | 98           | 59           | —            | 96           | —            | —            | | Revival                                               |
| "Remind Me"                                                                                              | 2018 | —            | 83           | —            | 72           | 51           | 40           | —            | 67           | 24           | —            | | Revival                                               |
| "Fall"                                                                                                   | 2018 | 12           | 22           | —            | 4            | 37           | 15           | 9            | 23           | 7            | 8            | - ARIA: Arany - BPI: Ezüst - MC: Arany | Kamikaze                                              |
| "Killshot"                                                                                               | 2018 | 3            | 11           | —            | 1            | 81           | 17           | 6            | 23           | 30           | 13           | - ARIA: Platina - BPI: Ezüst | nem szerepelt albumon                                 |
| "Venom"                                                                                                  | 2018 | 43           | 25           | —            | 15           | 77           | 24           | 32           | 64           | 47           | 16           | - ARIA: Platina - BPI: Arany | Kamikaze                                              |
| "Lucky You" (Joyner Lucas közreműködésével)                                                              | 2018 | 6            | 4            | 46           | 3            | 19           | 7            | 2            | 3            | 2            | 6            | - ARIA: Platina - BPI: Arany - MC: Platina - RMNZ: Arany | Kamikaze                                              |
| "Darkness"                                                                                               | 2020 | 28           | 32           | 58           | 10           | 47           | 22           | 35           | 58           | 13           | 17           | | Music to Be Murdered By                               |
| "Godzilla" (Juice Wrld közreműködésével)                                                                 | 2020 | 3            | 3            | 53           | 3            | 16           | 1            | 2            | 7            | 4            | 1            | - ARIA: 2× Platina - BPI: Platina - MC: 2× Platina - RMNZ: Arany | Music to Be Murdered By                               |
| "The Adventures of Moon Man & Slim Shady" (Kid Cudival)                                                  | 2020 | 22           | 90           | —            | 20           | —            | 30           | —            | —            | —            | 44           | | nem szerepelt albumon                                 |
| "From The D 2 The LBC" (Snoop Dogg közreműködésével)                                                     | 2022 |              |              |              |              |              |              |              |              |              |              | | nem szerepelt albumon                                 |

### Közreműködőként
| Cím (előadó)                                                             | Év   | Slágerlisták | Slágerlisták | Slágerlisták | Slágerlisták | Slágerlisták | Slágerlisták | Slágerlisták | Slágerlisták | Slágerlisták | Slágerlisták | Minősítések | Album                                       |
| Cím (előadó)                                                             | Év   | US           | AUS          | BEL          | CAN          | GER          | IRL          | NZ           | SWE          | SWI          | UK           | Minősítések | Album                                       |
| ------------------------------------------------------------------------ | ---- | ------------ | ------------ | ------------ | ------------ | ------------ | ------------ | ------------ | ------------ | ------------ | ------------ | --- | ------------------------------------------- |
| "Dead Wrong" (The Notorious B.I.G.)                                      | 1999 | —            | —            | —            | —            | —            | —            | —            | —            | —            | —            | | Born Again                                  |
| "Forgot About Dre" (Dr. Dre)                                             | 2000 | 25           | —            | —            | —            | 41           | 20           | 26           | 29           | 37           | 7            | - BPI: Platina                                                                                                   | 2001                                        |
| "Rock City" (Royce da 5'9")                                              | 2002 | —            | —            | 45           | —            | 30           | —            | —            | —            | 37           | —            | | Rock City (Version 2.0)                     |
| "Welcome 2 Detroit" (Trick-Trick)                                        | 2005 | 100          | —            | —            | —            | 20           | —            | —            | —            | —            | —            | | The People vs.                              |
| "Smack That" (Akon)                                                      | 2006 | 2            | 2            | 3            | —            | 5            | 1            | 1            | 3            | 3            | 1            | - RIAA: 2× Platina - ARIA: Platina - BEA: Arany - BPI: Platina - BVMI: Arany - IFPI SWE: Platina - RMNZ: Platina | Konvicted                                   |
| "Forever" (Drake, Kanye West, Lil Wayne és Eminem közreműködésével)      | 2009 | 8            | 99           | —            | 26           | —            | 41           | —            | —            | 68           | 42           | - RIAA: 6× Platina - BPI: Arany                                                                                  | More than a Game                            |
| "Drop the World" (Lil Wayne)                                             | 2009 | 18           | 56           | —            | 24           | —            | 43           | —            | —            | —            | 51           | - RIAA: 4× Platina - ARIA: Platina - BPI: Ezüst                                                                  | Rebirth                                     |
| "Airplanes, Part II" (B.o.B, Hayley Williams és Eminem közreműködésével) | 2010 | —            | —            | —            | —            | —            | —            | —            | —            | —            | —            | | B.o.B Presents: The Adventures of Bobby Ray |
| "That's All She Wrote" (T.I.)                                            | 2010 | 18           | —            | —            | 46           | —            | —            | —            | —            | —            | 158          | | No Mercy                                    |
| "I Need a Doctor" (Dr. Dre és Skylar Grey)                               | 2011 | 4            | 12           | 47           | 8            | 25           | 14           | 23           | 56           | 33           | 8            | - RIAA: 2× Platina - ARIA: 2× Platina - BPI: Platina                                                             | nem szerepelt albumon                       |
| "Writer's Block" (Royce da 5'9")                                         | 2011 | —            | —            | —            | —            | —            | —            | —            | —            | —            | 199          | | Success Is Certain                          |
| "Throw That" (Slaughterhouse)                                            | 2012 | 98           | —            | —            | 69           | —            | —            | —            | —            | —            | —            | | Welcome to: Our House                       |
| "Our House" (Slaughterhouse és Skylar Grey)                              | 2012 | —            | —            | —            | —            | —            | —            | —            | —            | —            | —            | | Welcome to: Our House                       |
| "My Life" (50 Cent és Adam Levine)                                       | 2012 | 27           | 28           | 52           | 14           | 52           | 6            | 34           | —            | 68           | 2            | - ARIA: Platina - BPI: Ezüst                                                                                     | nem szerepelt albumon                       |
| "C'mon Let Me Ride" (Skylar Grey)                                        | 2012 | —            | —            | 97           | 84           | —            | —            | 22           | —            | —            | —            | | Don't Look Down                             |
| "Calm Down" (Busta Rhymes)                                               | 2014 | 94           | —            | —            | 65           | —            | —            | —            | —            | —            | 63           | | Extinction Level Event 2: The Wrath of God  |
| "Twerk Dat Pop That" (Trick Trick és Royce da 5'9")                      | 2014 | —            | —            | —            | —            | —            | —            | —            | —            | —            | —            | | nem szerepelt albumon                       |
| "Best Friend" (Yelawolf)                                                 | 2015 | —            | —            | 118          | 51           | —            | —            | —            | —            | —            | —            | - RIAA: Platina                                                                                                  | Love Story                                  |
| "Revenge" (Pink)                                                         | 2017 | —            | 21           | —            | 63           | 84           | 55           | 30           | 79           | 40           | 33           | - ARIA: Arany - BPI: Ezüst                                                                                       | Beautiful Trauma                            |
| "Caterpillar" (Royce da 5'9" és King Green)                              | 2018 | —            | —            | —            | —            | —            | —            | —            | —            | —            | —            | | Book of Ryan                                |
| "Homicide" (Logic)                                                       | 2019 | 5            | 6            | 7            | 5            | 38           | 12           | 4            | 14           | 12           | 15           | - RIAA: Platina - BPI: Ezüst                                                                                     | Confessions of a Dangerous Mind             |

### Promóciós kislemezek
| Cím                                           | Év   | Slágerlisták | Slágerlisták | Slágerlisták | Slágerlisták | Slágerlisták | Slágerlisták | Slágerlisták | Slágerlisták | Slágerlisták | Slágerlisták | Album                                       |
| Cím                                           | Év   | US           | AUS          | BEL          | CAN          | GER          | IRL          | NZ Heat      | SWE Heat     | SWI          | UK           | Album                                       |
| --------------------------------------------- | ---- | ------------ | ------------ | ------------ | ------------ | ------------ | ------------ | ------------ | ------------ | ------------ | ------------ | ------------------------------------------- |
| "Roman's Revenge" (Nicki Minaj, Eminemmel)    | 2010 | 56           | —            | —            | —            | —            | —            | —            | —            | —            | 125          | Pink Friday                                 |
| "The Hills" (Eminem Remix) (The Weeknd)       | 2015 | —            | —            | —            | —            | —            | —            | —            | —            | —            | —            | The Hills — The Remixes                     |
| "Infinite" (F.B.T Remix)                      | 2016 | —            | —            | —            | —            | —            | —            | —            | —            | —            | —            | Infinite (remastered original 1996 version) |
| "Campaign Speech"                             | 2016 | —            | —            | —            | —            | —            | —            | —            | —            | —            | —            | nem szerepelt albumon                       |
| "Untouchable"                                 | 2017 | 86           | 100          | 52           | 150          | 88           | 60           | 2            | 7            | 70           | 73           | Revival                                     |
| "Chloraseptic (Remix)" (2 Chainz és Phresher) | 2018 | —            | —            | —            | —            | —            | —            | —            | —            | —            | —            | nem szerepelt albumon                       |

## További slágerlistán szereplő dalok
| Cím                                                                                 | Év   | Slágerlisták | Slágerlisták | Slágerlisták | Slágerlisták | Slágerlisták | Slágerlisták | Slágerlisták | Slágerlisták | Slágerlisták | Slágerlisták | Minősítések                                         | Album                                                |
| Cím                                                                                 | Év   | US           | AUS          | BEL          | CAN          | GER          | IRL          | NZ           | SWE          | SWI          | UK           | Minősítések                                         | Album                                                |
| ----------------------------------------------------------------------------------- | ---- | ------------ | ------------ | ------------ | ------------ | ------------ | ------------ | ------------ | ------------ | ------------ | ------------ | --------------------------------------------------- | ---------------------------------------------------- |
| "Infinite"                                                                          | 1996 | 97           | —            | —            | —            | —            | —            | —            | —            | —            | —            |                                                     | Infinite                                             |
| "Kill You"                                                                          | 2000 | —            | —            | —            | —            | —            | —            | —            | —            | —            | —            | - RIAA: Arany - BPI: Ezüst                          | The Marshall Mathers LP                              |
| "My Dad's Gone Crazy" (Hailie Jade közreműködésével)                                | 2002 | —            | —            | —            | —            | —            | —            | —            | —            | —            | —            | - RIAA: Arany                                       | The Eminem Show                                      |
| "Hailie's Song"                                                                     | 2002 | —            | —            | —            | —            | —            | —            | —            | —            | —            | 112          | - RIAA: Arany                                       | The Eminem Show                                      |
| "Say What You Say" (Dr. Dre közreműködésével)                                       | 2002 | —            | —            | —            | —            | —            | —            | —            | —            | —            | —            |                                                     | The Eminem Show                                      |
| "'Till I Collapse" (Nate Dogg közreműködésével)                                     | 2002 | —            | —            | —            | —            | —            | 77           | —            | —            | —            | 73           | - RIAA: 5× Platina - BPI: Platina - IFPI DEN: Arany | The Eminem Show                                      |
| "White America"                                                                     | 2002 | —            | —            | —            | —            | —            | —            | —            | —            | —            | —            | - RIAA: Arany                                       | The Eminem Show                                      |
| "8 Mile"                                                                            | 2003 | —            | —            | —            | —            | —            | —            | —            | —            | —            | —            | - RIAA: Arany                                       | Music from and Inspired by the Motion Picture 8 Mile |
| "Hail Mary" (50 Cent és Busta Rhymes közreműködésével)                              | 2003 | —            | —            | —            | —            | —            | —            | —            | —            | —            | —            |                                                     | Invasion Part II: Conspiracy Theory                  |
| "Mosh"                                                                              | 2004 | —            | —            | —            | —            | —            | —            | —            | —            | —            | —            |                                                     | Encore                                               |
| "The Re-Up" (50 Cent közreműködésével)                                              | 2006 | —            | —            | —            | —            | —            | —            | —            | —            | —            | —            |                                                     | Eminem Presents: The Re-Up                           |
| "No Apologies"                                                                      | 2006 | —            | —            | —            | —            | —            | —            | —            | —            | —            | —            |                                                     | Eminem Presents: The Re-Up                           |
| "Touchdown" (T.I., Eminem közreműködésével)                                         | 2007 | —            | 68           | —            | —            | —            | —            | —            | —            | —            | —            |                                                     | T.I. vs. T.I.P.                                      |
| "Peep Show" (50 Cent, Eminem közreműködésével)                                      | 2007 | —            | —            | —            | —            | —            | —            | —            | —            | —            | —            |                                                     | Curtis                                               |
| "Insane"                                                                            | 2009 | 85           | —            | —            | —            | —            | —            | —            | —            | —            | 182          |                                                     | Relapse és Relapse: Refill                           |
| "Dr. West (skit)"                                                                   | 2009 | —            | —            | —            | —            | —            | —            | —            | —            | —            |              |                                                     | Relapse és Relapse: Refill                           |
| "My Mom"                                                                            | 2009 | —            | —            | —            | —            | —            | —            | —            | —            | —            | 166          |                                                     | Relapse és Relapse: Refill                           |
| "Bagpipes from Baghdad"                                                             | 2009 | —            | —            | —            | —            | —            | —            | —            | —            | —            | 187          |                                                     | Relapse és Relapse: Refill                           |
| "Music Box"                                                                         | 2009 | 82           | —            | 63           | —            | —            | —            | —            | —            | —            | —            |                                                     | Relapse és Relapse: Refill                           |
| "Drop the Bomb on 'Em"                                                              | 2009 | —            | —            | 83           | —            | —            | —            | —            | —            | —            | —            |                                                     | Relapse és Relapse: Refill                           |
| "Buffalo Bill"                                                                      | 2009 | —            | —            | —            | —            | —            | —            | —            | —            | —            | —            |                                                     | Relapse és Relapse: Refill                           |
| "Taking My Ball"                                                                    | 2009 | —            | —            | —            | —            | —            | —            | —            | —            | —            | —            |                                                     | Relapse és Relapse: Refill                           |
| "Careful What You Wish For"                                                         | 2009 | —            | —            | —            | —            | —            | —            | —            | —            | —            | —            |                                                     | Relapse és Relapse: Refill                           |
| "The Warning"                                                                       | 2009 | —            | —            | 23           | —            | —            | —            | —            | —            | —            | —            |                                                     | nem szerepelt albumon                                |
| "Won't Back Down" (Pink közreműködésével)                                           | 2010 | 62           | 87           | 65           | —            | —            | —            | —            | —            | —            | 82           | - RIAA: Platina                                     | Recovery                                             |
| "Cold Wind Blows"                                                                   | 2010 | 71           | —            | —            | —            | —            | —            | —            | —            | —            | —            | - RIAA: Arany                                       | Recovery                                             |
| "Talkin' 2 Myself" (Kobe közreműködésével)                                          | 2010 | 88           | —            | 97           | —            | —            | —            | —            | —            | —            | 148          | - RIAA: Arany                                       | Recovery                                             |
| "25 to Life"                                                                        | 2010 | 92           | —            | 90           | —            | —            | —            | —            | —            | —            | —            | - RIAA: Arany                                       | Recovery                                             |
| "Cinderella Man"                                                                    | 2010 | —            | —            | —            | —            | —            | —            | —            | —            | —            | —            | - RIAA: Platina                                     | Recovery                                             |
| "Love the Way You Lie (Part II)" (Rihanna, Eminem közreműködésével)                 | 2010 | —            | —            | 19           | —            | —            | —            | —            | —            | —            | 160          | - BPI: Ezüst                                        | Loud                                                 |
| "Numb" (Rihanna, Eminem közreműködésével)                                           | 2012 | —            | —            | 99           | 128          | —            | —            | —            | —            | —            | 92           |                                                     | Unapologetic                                         |
| "Bad Guy"                                                                           | 2013 | —            | —            | —            | —            | —            | —            | —            | —            | —            | 138          |                                                     | The Marshall Mathers LP 2                            |
| "Rhyme or Reason"                                                                   | 2013 | —            | —            | —            | —            | —            | —            | —            | —            | —            | —            |                                                     | The Marshall Mathers LP 2                            |
| "Legacy"                                                                            | 2013 | —            | —            | —            | 163          | —            | —            | —            | —            | —            | 199          |                                                     | The Marshall Mathers LP 2                            |
| "Stronger Than I Was"                                                               | 2013 | —            | —            | —            | —            | —            | —            | —            | —            | —            | 198          |                                                     | The Marshall Mathers LP 2                            |
| "Love Game" (Kendrick Lamar közreműködésével)                                       | 2013 | —            | —            | —            | 152          | —            | —            | —            | —            | —            | 94           |                                                     | The Marshall Mathers LP 2                            |
| "Desperation" (Jamie N Commons közreműködésével)                                    | 2013 | —            | —            | —            | —            | —            | —            | —            | —            | —            | 172          |                                                     | The Marshall Mathers LP 2                            |
| "Beautiful Pain" (Sia közreműködésével)                                             | 2013 | 99           | —            | 59           | 114          | 87           | —            | 15           | —            | —            | 67           | - RMNZ: Arany                                       | The Marshall Mathers LP 2                            |
| "Wicked Ways" (az X Ambassadors közreműködésével)                                   | 2013 | —            | —            | —            | —            | —            | —            | —            | —            | —            | 197          |                                                     | The Marshall Mathers LP 2                            |
| "Medicine Man" (Dr. Dre; Eminem, Candice Pillay és Anderson .Paak közreműködésével) | 2015 | —            | —            | —            | 121          | —            | —            | —            | —            | —            | —            |                                                     | Compton                                              |
| "No Favors" (Big Sean, Eminem közreműködésével)                                     | 2017 | 22           | 77           | 34           | 106          | —            | —            | —            | —            | 55           | 56           | - RIAA: Platina                                     | I Decided.                                           |
| "Revenge" (Pink, Eminem közreműködésével)                                           | 2017 | —            | 21           | 63           | —            | 84           | 55           | 30           | 79           | 40           | 33           | - ARIA: Arany - BPI: Ezüst                          | Beautiful Trauma                                     |
| "Believe"                                                                           | 2017 | 92           | 73           | 48           | 80           | 41           | 38           | —            | 69           | —            | —            |                                                     | Revival                                              |
| "Like Home" (Alicia Keys közreműködésével)                                          | 2017 | —            | 77           | 57           | 125          | 52           | 39           | —            | 62           | —            | 84           |                                                     | Revival                                              |
| "Bad Husband" (az X Ambassadors közreműködésével)                                   | 2017 | —            | 94           | 68           | 167          | 69           | 44           | —            | 70           | —            | —            |                                                     | Revival                                              |
| "Tragic Endings" (Skylar Grey közreműködésével)                                     | 2017 | —            | 87           | 75           | 193          | 77           | 52           | —            | 92           | —            | —            |                                                     | Revival                                              |
| "Revival (Interlude)"                                                               | 2017 | —            | —            | —            | —            | —            | 63           | —            | —            | —            |              |                                                     | Revival                                              |
| "In Your Head"                                                                      | 2017 | —            | —            | 97           | —            | —            | 19           | —            | —            | —            | 19           |                                                     | Revival                                              |
| "Chloraseptic" (Phresher közreműködésével)                                          | 2017 | —            | —            | 89           | 164          | 100          | 64           | —            | —            | —            | —            |                                                     | Revival                                              |
| "Need Me" (Pink közreműködésével)                                                   | 2017 | —            | 98           | 98           | —            | —            | —            | —            | —            | —            | —            |                                                     | Revival                                              |
| "Framed"                                                                            | 2017 | —            | —            | —            | —            | —            | 80           | —            | —            | —            | —            |                                                     | Revival                                              |
| "Castle"                                                                            | 2017 | —            | —            | —            | —            | —            | 76           | —            | —            | —            | —            |                                                     | Revival                                              |
| "Arose"                                                                             | 2017 | —            | —            | —            | —            | —            | 82           | —            | —            | —            | —            |                                                     | Revival                                              |
| "Heat"                                                                              | 2017 | —            | —            | —            | —            | —            | 84           | —            | —            | —            | —            |                                                     | Revival                                              |
| "Offended"                                                                          | 2017 | —            | —            | —            | —            | —            | 91           | —            | —            | —            | —            |                                                     | Revival                                              |
| "The Ringer"                                                                        | 2018 | 8            | 5            | 5            | 36           | 21           | 6            | 2            | 8            | 3            | 4            | - ARIA: Arany - BPI: Ezüst - MC: Platina            | Kamikaze                                             |
| "Greatest"                                                                          | 2018 | 23           | 15           | 16           | 59           | 40           | 11           | 12           | 28           | —            | —            | - ARIA: Arany                                       | Kamikaze                                             |
| "Normal"                                                                            | 2018 | 39           | 33           | 27           | 83           | 71           | —            | —            | 53           | —            | —            |                                                     | Kamikaze                                             |
| "Em Calls Paul" (Skit)                                                              | 2018 | —            | —            | —            | 156          | —            | —            | —            | 88           | —            | —            |                                                     | Kamikaze                                             |
| "Stepping Stone"                                                                    | 2018 | 42           | 34           | 30           | 95           | 69           | —            | —            | 52           | —            | —            |                                                     | Kamikaze                                             |
| "Not Alike" (Royce da 5'9" közreműködésével)                                        | 2018 | 24           | 23           | 18           | 77           | 57           | —            | 20           | 42           | —            | —            | - ARIA: Arany - BPI: Ezüst                          | Kamikaze                                             |
| "Kamikaze"                                                                          | 2018 | 16           | 13           | 9            | 94           | 53           | —            | 27           | 43           | —            | —            | - ARIA: Arany                                       | Kamikaze                                             |
| "Nice Guy" (Jessie Reyez közreműködésével)                                          | 2018 | 65           | 48           | 53           | 168          | —            | —            | —            | 82           | —            | —            |                                                     | Kamikaze                                             |
| "Good Guy" (Jessie Reyez közreműködésével)                                          | 2018 | 67           | 46           | 41           | 143          | 98           | —            | —            | 59           | —            | —            |                                                     | Kamikaze                                             |
| "Majesty" (Nicki Minaj és Labrinth, Eminem közreműködésével)                        |      | 58           | 60           | 44           | —            | —            | —            | —            | —            | —            | 41           |                                                     | Queen                                                |
| "Remember the Name" (Ed Sheeran, Eminem és 50 Cent közreműködésével)                | 2019 | 57           | 15           | 20           | 145          | 29           | 4            | 10           | 20           | —            | —            | - BPI: Ezüst - MC: Arany                            | No.6 Collaborations Project                          |
| "Premonition" (Intro)                                                               | 2020 | 67           | 61           | 47           | 158          | —            | —            | —            | —            | —            | —            |                                                     | Music to Be Murdered By                              |
| "Unaccommodating" (Young M.A közreműködésével)                                      | 2020 | 36           | 34           | 25           | 105          | —            | —            | 37           | 71           | —            | —            |                                                     | Music to Be Murdered By                              |
| "You Gon' Learn" (Royce da 5'9" és White Gold közreműködésével)                     | 2020 | 52           | 36           | 32           | 100          | —            | —            | —            | 65           | —            | —            |                                                     | Music to Be Murdered By                              |
| "Alfred" (Interlude)                                                                | 2020 | —            | —            | 84           | —            | —            | —            | —            | —            | —            | —            |                                                     | Music to Be Murdered By                              |
| "Those Kinda Nights" (Ed Sheeran közreműködésével)                                  | 2020 | 31           | 25           | 22           | 115          | —            | 20           | 30           | 20           | 12           | 12           |                                                     | Music to Be Murdered By                              |
| "In Too Deep"                                                                       | 2020 | 71           | 56           | 45           | 165          | —            | —            | —            | 100          | —            | —            |                                                     | Music to Be Murdered By                              |
| "Leaving Heaven" (Skylar Grey közreműködésével)                                     | 2020 | 61           | 53           | 38           | 131          | —            | —            | —            | 86           | —            | —            |                                                     | Music to Be Murdered By                              |
| "Yah Yah" (Royce da 5'9", Black Thought, Q-Tip és Denaun közreműködésével)          | 2020 | —            | 79           | 73           | —            | —            | —            | —            | —            | —            | —            |                                                     | Music to Be Murdered By                              |
| "Stepdad"                                                                           | 2020 | 93           | 70           | 58           | —            | —            | —            | —            | —            | —            | —            |                                                     | Music to Be Murdered By                              |
| "Marsh"                                                                             | 2020 | 83           | 75           | 51           | —            | —            | —            | —            | —            | —            | —            |                                                     | Music to Be Murdered By                              |
| "Never Love Again"                                                                  | 2020 | —            | 90           | 62           | —            | —            | —            | —            | —            | —            | —            |                                                     | Music to Be Murdered By                              |
| "Little Engine"                                                                     | 2020 | —            | —            | 68           | —            | —            | —            | —            | —            | —            | —            |                                                     | Music to Be Murdered By                              |
| "Lock It Up" (Anderson Paak közreműködésével)                                       | 2020 | 89           | 66           | 59           | —            | —            | —            | —            | —            | —            | —            |                                                     | Music to Be Murdered By                              |
| "Farewell"                                                                          | 2020 | —            | 89           | 60           | —            | —            | —            | —            | —            | —            | —            |                                                     | Music to Be Murdered By                              |
| "No Regrets" (Don Toliver közreműködésével)                                         | 2020 | 84           | 76           | 53           | —            | —            | —            | —            | —            | —            | —            |                                                     | Music to Be Murdered By                              |
| "I Will" (Kxng Crooked, Royce da 5'9" és Joell Ortiz közreműködésével)              | 2020 | —            | —            | 82           | —            | —            | —            | —            | —            | —            | —            |                                                     | Music to Be Murdered By                              |
| "Coffin" (Jessie Reyez, Eminem közreműködésével)                                    | 2020 | —            | —            | 98           | —            | —            | —            | —            | —            | —            | —            | - MC: Arany                                         | Before Love Came to Kill Us                          |
| "Black Magic" (Skylar Grey közreműködésével)                                        | 2020 | —            | —            | 77           | —            | —            | —            | —            | —            | —            | 100          |                                                     | Music to Be Murdered By – Side B                     |
| "Alfred's Theme"                                                                    | 2020 | —            | —            | 85           | —            | —            | —            | —            | —            | —            | —            |                                                     | Music to Be Murdered By – Side B                     |
| "Tone Deaf"                                                                         | 2020 | —            | —            | 96           | —            | —            | —            | —            | —            | —            | —            |                                                     | Music to Be Murdered By – Side B                     |
| "Book of Rhymes" (DJ Premier közreműködésével)                                      | 2020 | —            | —            | 86           | —            | —            | —            | —            | —            | —            | —            |                                                     | Music to Be Murdered By – Side B                     |
| "Guns Blazing" (Dr. Dre és Sly Pyper közreműködésével)                              | 2020 | —            | —            | 92           | —            | —            | —            | —            | —            | —            | —            |                                                     | Music to Be Murdered By – Side B                     |
| "Gnat"                                                                              | 2020 | 60           | —            | 34           | —            | —            | 65           | —            | —            | —            | 65           |                                                     | Music to Be Murdered By – Side B                     |
| "Zeus" (White Gold közreműködésével)                                                | 2020 | —            | —            | 70           | —            | —            | —            | —            | —            | —            | —            |                                                     | Music to Be Murdered By – Side B                     |